# Chiesa di San Barnaba (Firenze)
La chiesa di San Barnaba è un luogo di culto cattolico che si trova a Firenze in via Panicale all'angolo con via Guelfa. Ricade all'interno del territorio della parrocchia di San Lorenzo ed è sede dal 1988 della comunità cattolica filippina.

## Storia
In memoria della vittoriosa battaglia di Campaldino contro gli aretini, combattuta l'11 giugno 1289, giorno di san Barnaba, il capitolo di San Lorenzo deliberò di edificare un oratorio dedicato al santo; gli oneri della costruzione vennero assunti dalla Repubblica di Firenze che volle invece costruire una chiesa di grandi dimensioni. I lavori iniziarono nel 1309 e, interrotti, vennero ripresi nel 1322 (probabilmente anche sotto la supervisione di Giotto tra il 1335 e il 1337) per poi terminare entro il 1350, quando la chiesa venne affidata ai frati minori di Santa Croce all'Osmannoro, cui subentrarono nel 1356 i frati agostiniani, per i quali il comune edificò l'annesso convento.
Nel 1506 chiesa e convento passarono ai carmelitani riformati della congregazione di Mantova, quindi nel 1522 alle monache carmelitane osservanti di Santa Maria della Pace, che vi rimasero fino al 1808; nel corso del XVI secolo, dunque, venne costruito il coro monacale nella porzione anteriore della navata e, nel medesimo frangente, fu ricostruita l'abside, che assunse dimensioni maggiori rispetto all'originale.
Nel XVIII secolo vennero realizzati gli elementi decorativi barocchi (altari, stucchi, soffitto) e, nel corso del secolo successivo, la chiesa fu oggetto di piccoli interventi di restauro. Durante la seconda guerra mondiale fu requisita e adibita a magazzino di cereali, ricusando gravi danni: nel 1956 la volta del locale sottostante l'abside crollò, e in luogo dell'altare maggiore andato perduto ne fu costruito uno più semplice consacrato nel 1958. Nuovi consolidamenti furono eseguiti per tutta la seconda metà del XX secolo.

## Descrizione

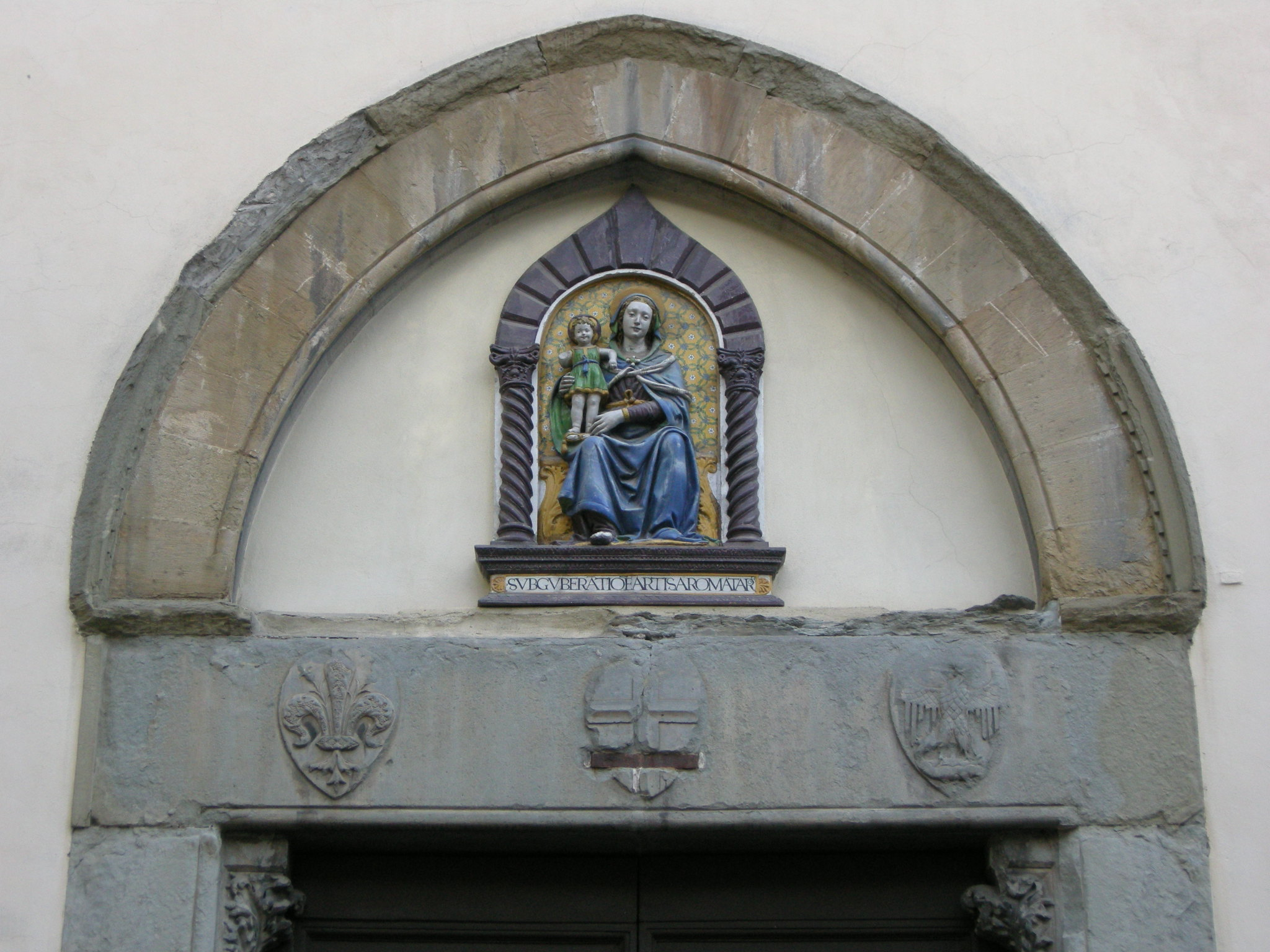
Architrave e lunetta del portale

La chiesa ha una facciata a capanna con portale a sesto acuto, ornato da tre stemmi: quello del Comune sulla sinistra (giglio), quello del Popolo di Firenze al centro (croce rossa su sfondo bianco) e lo stemma di Parte Guelfa sulla destra (aquila che artiglia il drago). Per l'Arte dei Medici e Speziali fu eseguita la robbiana Madonna col Bambino, in terracotta policroma invetriata (1528-30). Lungo la parete di destra della chiesa sono visibili i profili delle slanciate monofore ad arco trecentesche, mentre al di sopra dell'abside si eleva il campanile a vela a tre fornici.

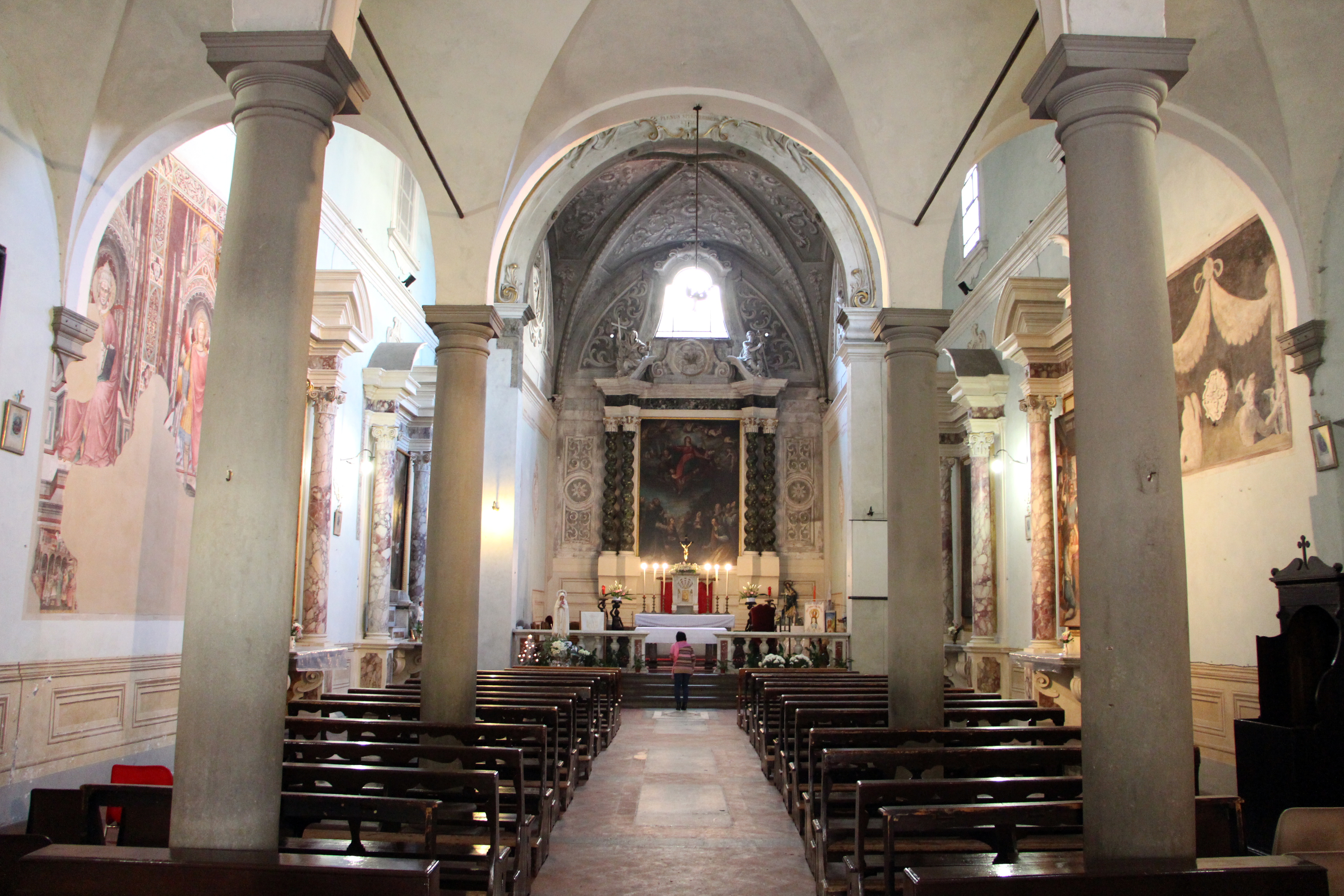
Interno

All'interno, la chiesa presenta una struttura a navata unica introdotta da un ambiente più basso suddiviso in tre navatelle da colonne tuscaniche, sul quale originariamente trovava luogo il coro delle monache (la cui parete divisoria venne demolita nel 1865 e sostituita con l'attuale parapetto); la navata presenta un soffitto ligneo riccamente intagliato e dorato, opera di Giovanni Vernaccini (1717), al di sopra del quale (non visibili dal basso) vi sono le antiche capriate lignee trecentesche che presentano ancora brani dell'originaria decorazione pittorica policroma.
Tutti i quadri presenti all'interno della chiesa provengono da altri edifici di culto e pervennero in San Barnaba in seguito alle soppressioni napoleoniche: al primo altare a destra si trova una Flagellazione di Giovanni Maria Butteri (databile all'ultimo decennio del XVI secolo), mentre al secondo è posta una Deposizione di Bernardino Poccetti (1596). A lato del secondo altare di destra è murato un tabernacolo per gli oli santi riconducibile alla bottega di Benedetto da Maiano.
La navata termina con l'abside quadrangolare, coperta con volta a crociera riccamente ornata con stucchi di Alessandro e Gaetano Gori, al centro della cui parete di fondo vi è un'Assunzione tra Apostoli e Santi di Fabrizio Boschi (1597), proveniente dalla chiesa del monastero di Santa Lucia a Camporeggi.
Al secondo altare a sinistra è una Annunciazione attribuita a Pompeo Caccini, databile al 1610 circa, oppure a Francesco Mati. Sulla stessa parete, più vicino all'ingresso, si trova la cinquecentesca Madonna col Bambino e i santi Benedetto e Bernardo da Chiaravalle di Pier Francesco Foschi eseguito dal pittore tra 1523 e 1526 per l'altare della famiglia Lotti già nella controfacciata della Chiesa di Santa Trìnita e qui pervenuto nel 1810.
Fanno parte del corredo pittorico i resti di un affresco dell'ultimo quarto del XIV secolo con San Clemente (attribuito a Cenni di Francesco di ser Cenni), uno con San Michele Arcangelo (attribuito a Lorenzo di Bicci) e un altro con una scena di Battesimo.
Sulla cantoria in controfacciata, si trova l'organo a canne Serassi opus 685, costruito nel 1865. Lo strumento, integralmente racchiuso all'interno di una cassa lignea ornata con rilievi e dorature, presenta inalterate le sue caratteristiche originarie e dispone di 28 registri; il sistema di trasmissione è integralmente meccanico. La consolle è a finestra ed ha un'unica tastiera e pedaliera, con i registri azionati da manette a scorrimento manuale disposte in due colonne.

## Confraternite
Ebbe qui sede la Compagnia di Santa Concordia.

## Opere già in San Barnaba
- Sandro Botticelli, Pala di San Barnaba (1487), gia situata sull'altare maggiore e ora agli Uffizi.[17]
- Sandro Botticelli, Annunciazione (1490 circa), ora alla Kelvingrove Art Gallery and Museum di Glasgow.[18]

## Galleria d'immagini

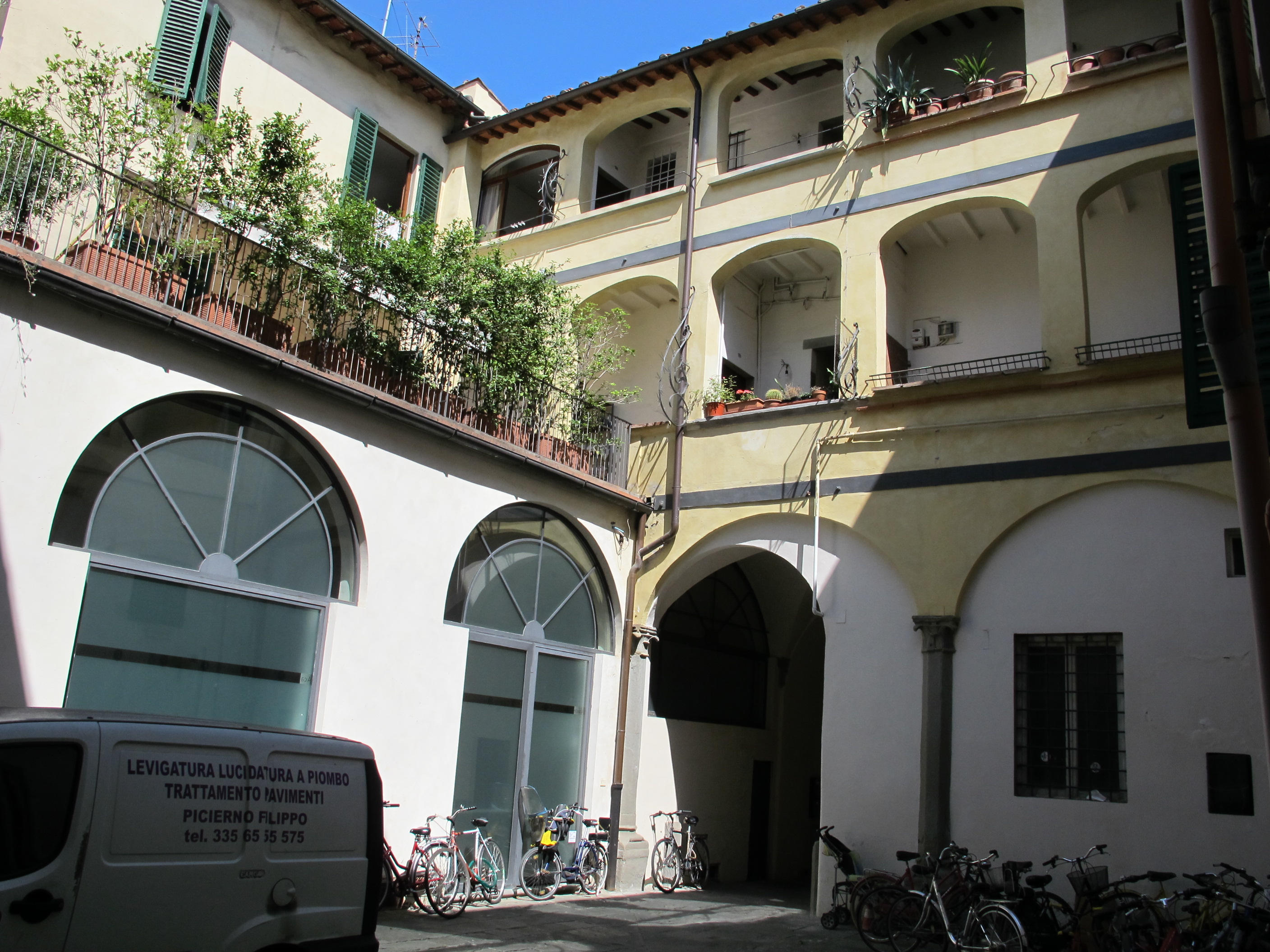
Chiostro dell'ex convento
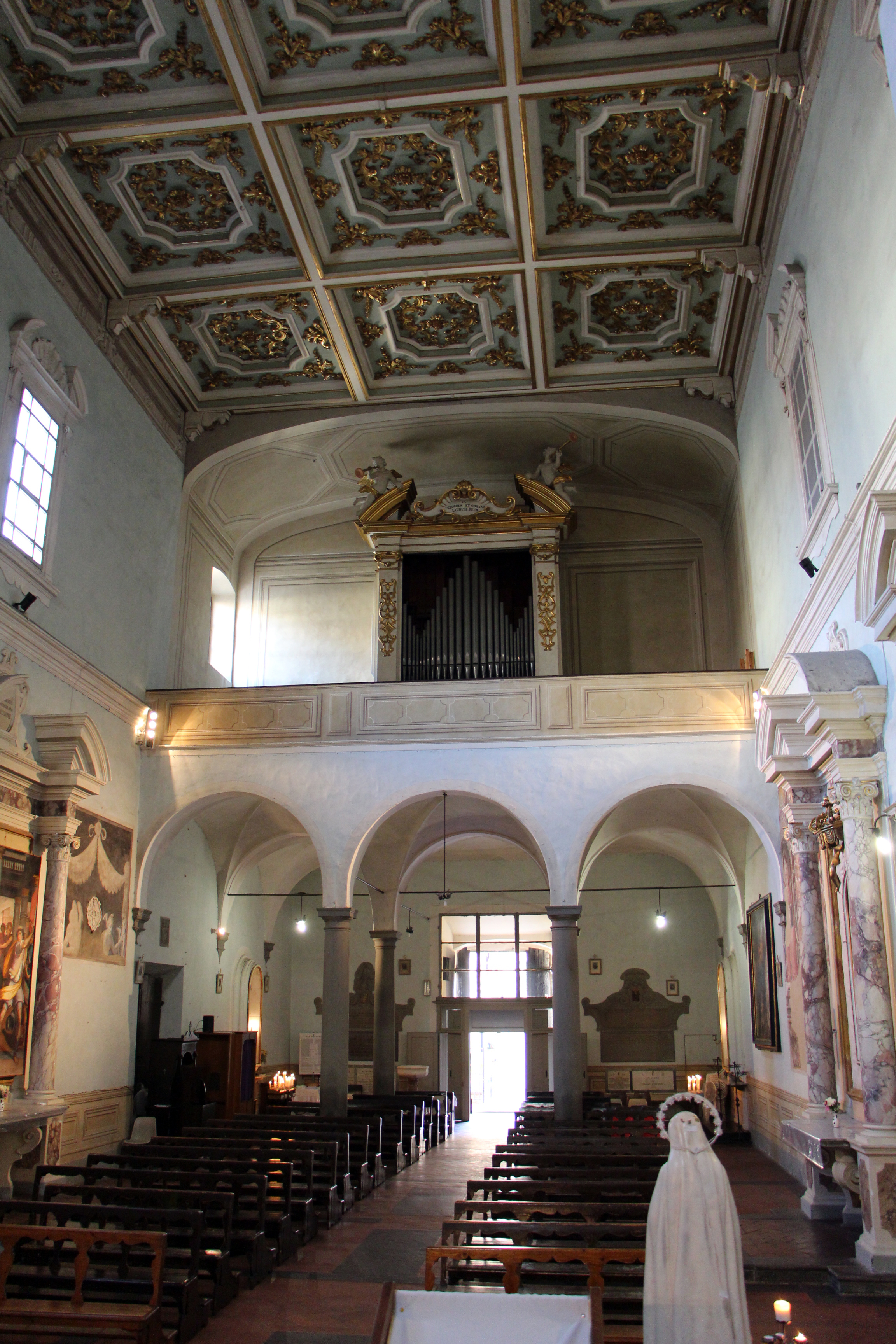
Interno verso la controfacciata
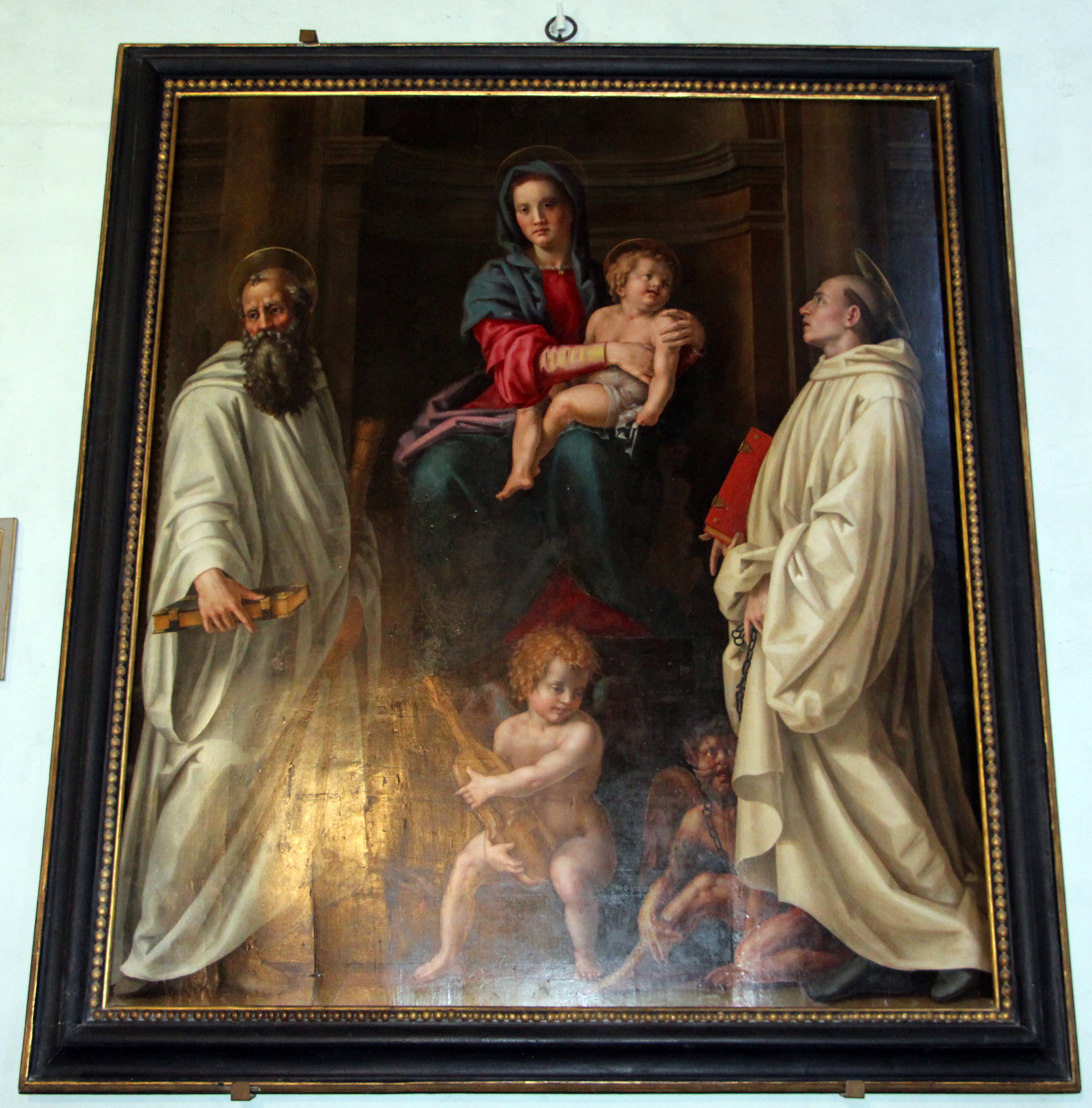
Madonna col Bambino e Santi di Pier Francesco Foschi
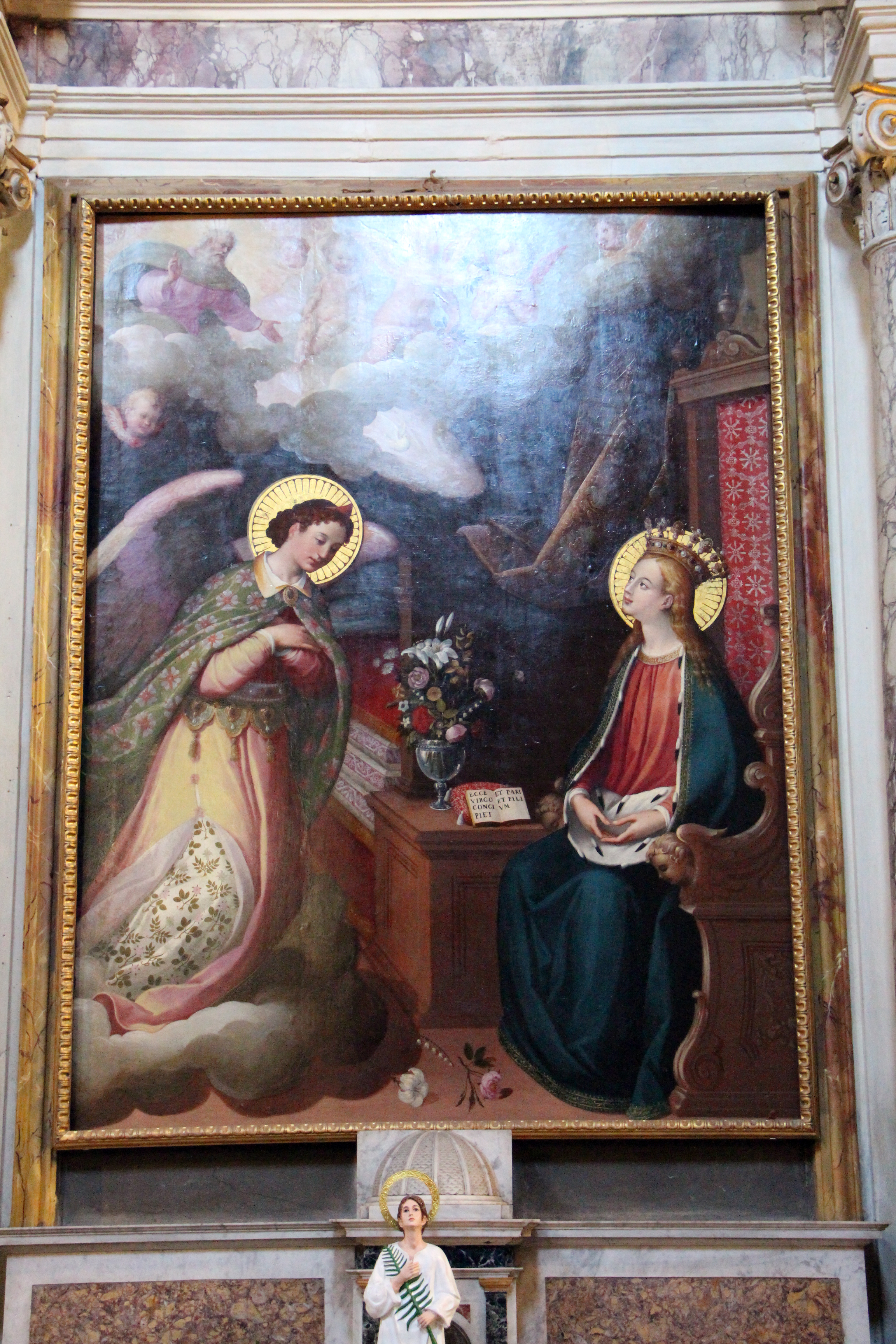
Annunciazione attribuita a Pompeo Cacciani
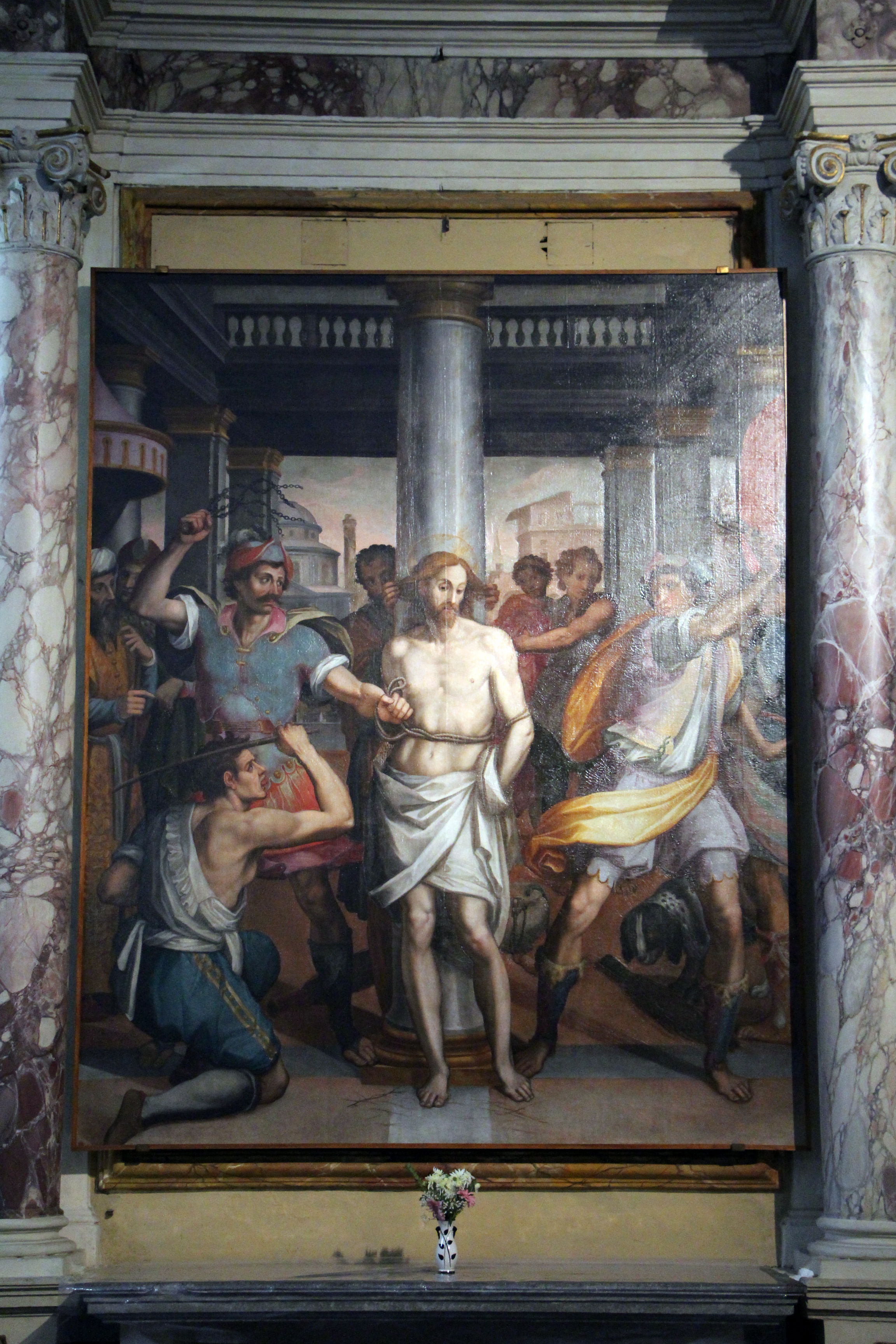
Flagellazione di Giovanni Maria Butteri
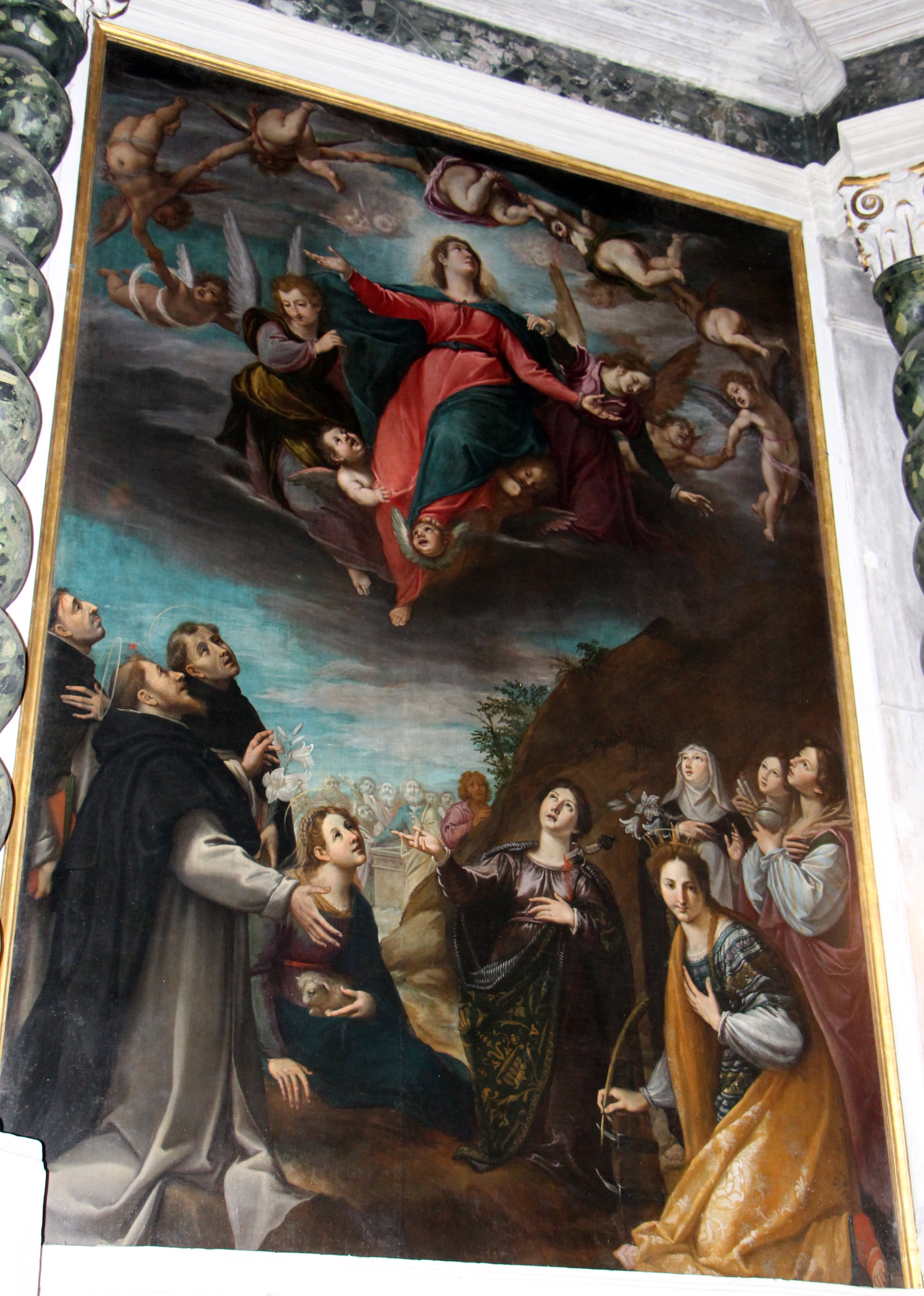
Assunzione di Fabrizio Boschi
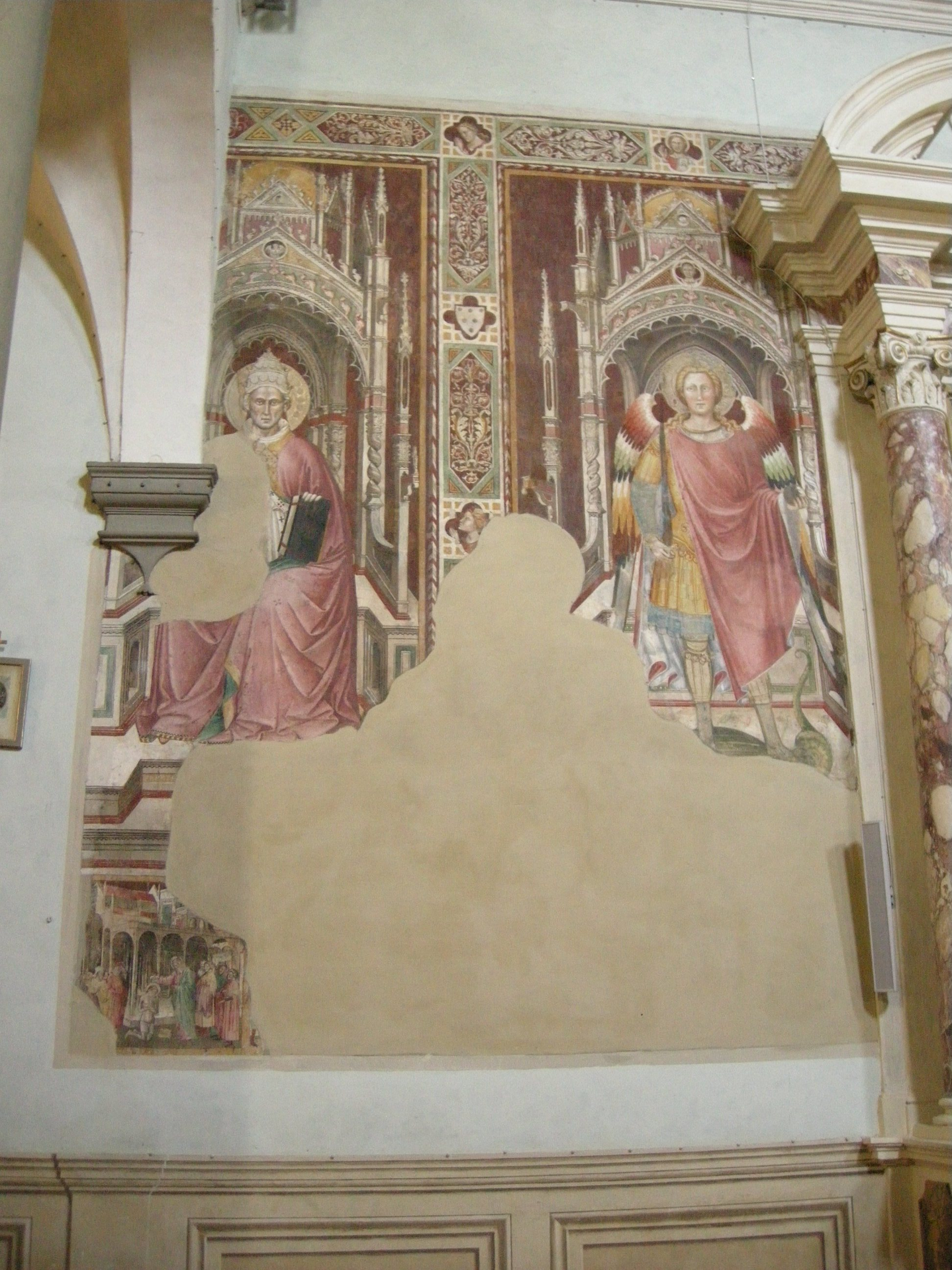
Affreschi trecenteschi
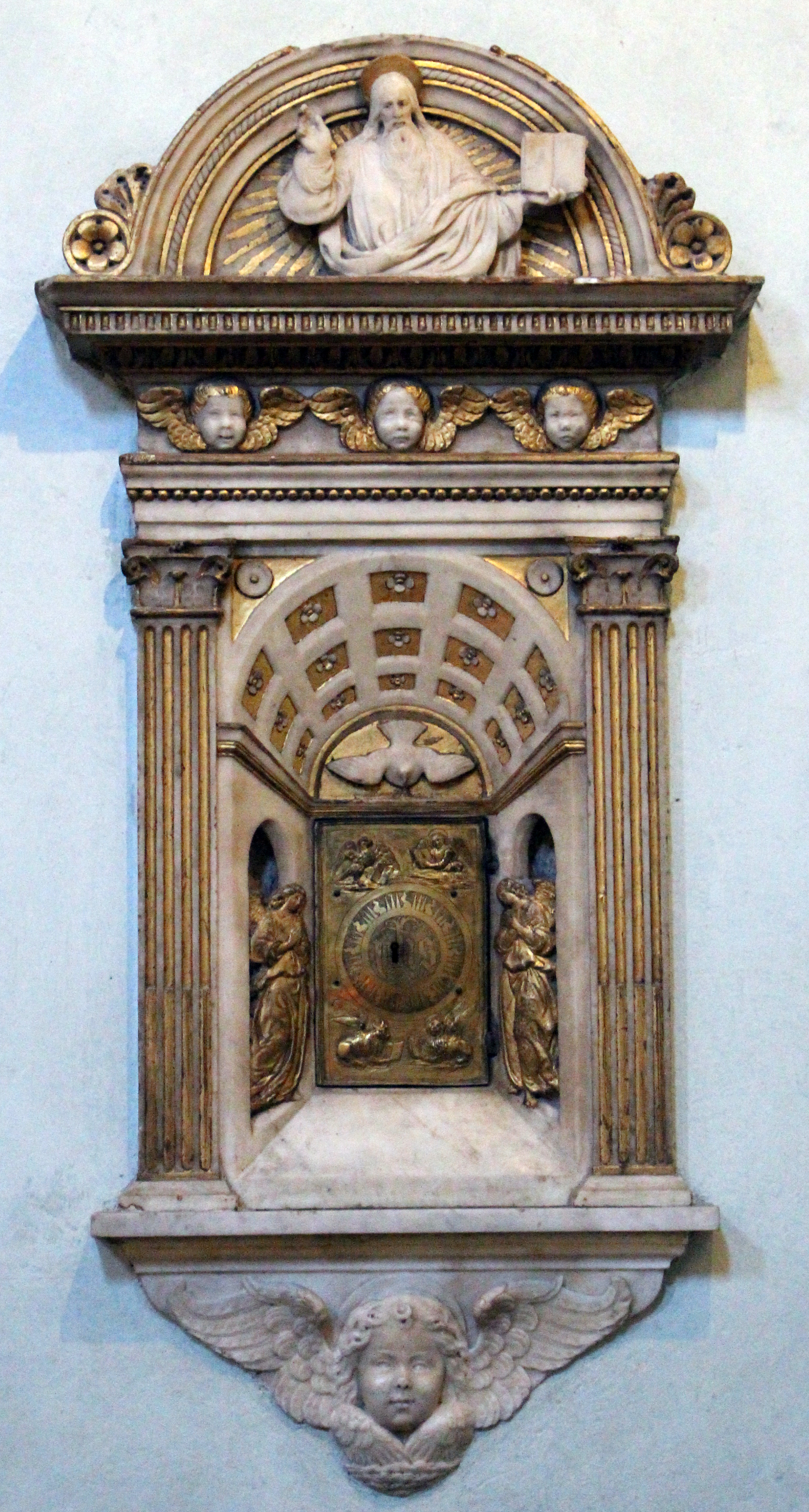
Tabernacolo degli oli santi
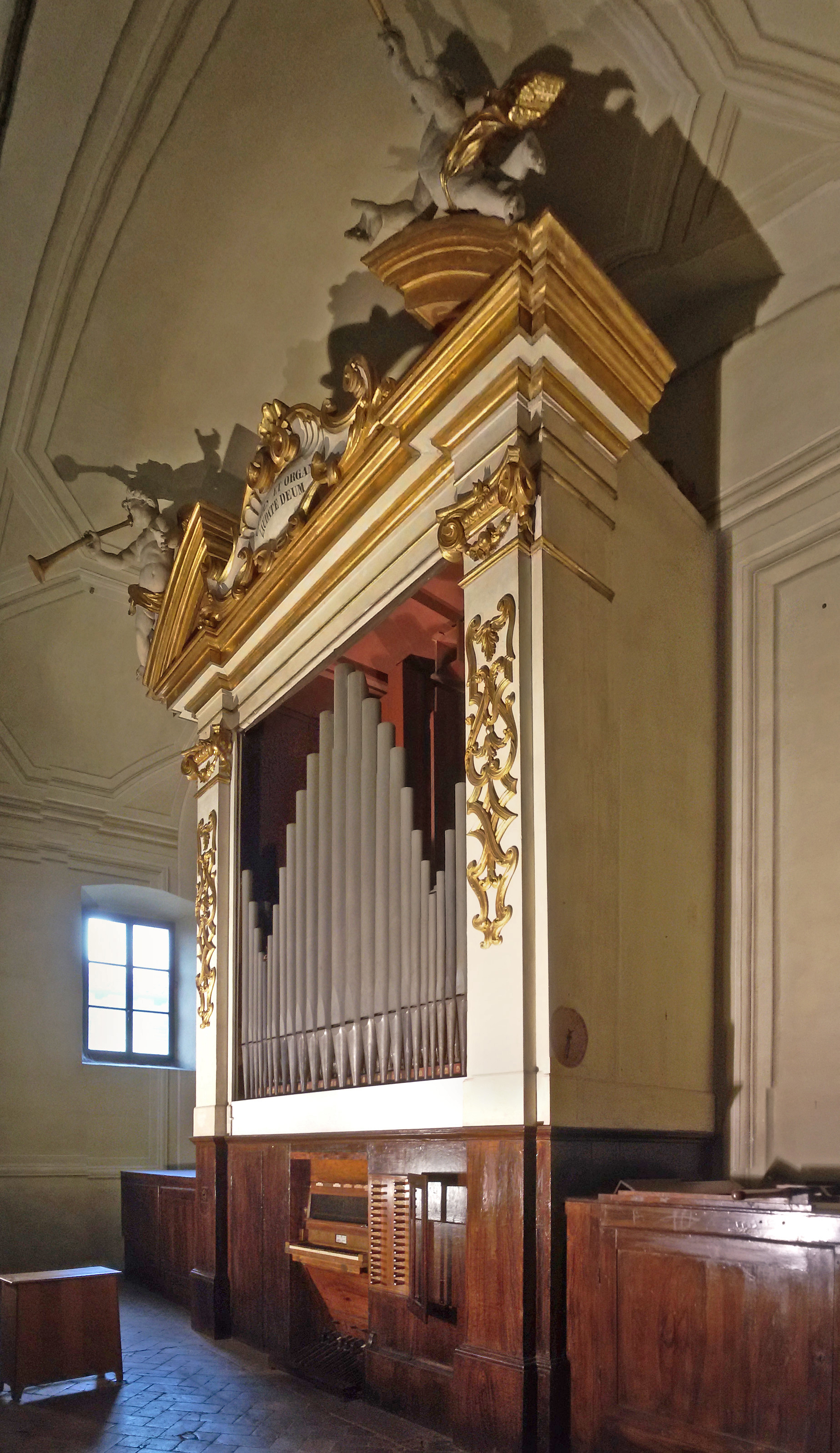
Organo a canne